# Justin Bruening
Justin Bruening (* 24. September 1979 in Chadron, Nebraska) ist ein US-amerikanischer Schauspieler und ein ehemaliges Model. 2003 begann seine Schauspielkarriere, als er die Rolle des Jamie Martin in der Seifenoper All My Children übernahm, was ihm 2005 einen Soap Opera Digest Award einbrachte. 2007 spielte er die Rolle des Mike Traceur in einer neuen Auflage von Knight Rider.

## Leben
Bruening wurde 1979 in Chadron geboren und wuchs in der Kleinstadt St. Helena auf, die damals 85 Einwohner hatte; er absolvierte die High School mit neun Klassenkameraden.
Später zog Bruening nach San Diego. Dort wurde er von Sue Nessel, einem Talent-Scout für Scott Copeland International, in einem McDonald’s in Escondido nördlich von San Diego entdeckt. Kurze Zeit später gab Copeland ihm den ersten Job als Model bei Abercrombie & Fitch.

## Karriere
Nach seinem ersten Job wurde Bruening von Copeland angeregt, Schauspiel zu studieren. Casting-Direktorin Judy Wilson merkte ihn sich für All My Children. Im Juli 2003 war Bruening ursprünglich für die Rolle von JR Chandler in All My Children vorsehen, er bekam aber letztendlich die Rolle des Jamie Martin. Von 2004 bis 2005 stellte Bruening diese Figur auch in einer Crossover-Story in One Life to Live dar.
In seiner Rolle als Jamie wurde Bruening Daytime's Hottest Star in Teen People, Us Weekly, Star und J-14. Zusätzlich zu seiner Arbeit in Soaps hatte er einen Gastauftritt in Hope & Faith. und eine kleine Rolle in dem Film Fat Girls. Er sprach für die Rolle des Superman in Superman Returns  vor, aber die Produzenten entschieden sich für Brandon Routh. Er trat auch im Musikvideo Boys von Britney Spears auf. 2007 hatte er eine Gastrolle in der Serie Cold Case – Kein Opfer ist je vergessen. 2011 hatte er eine Gastrolle in der Serie Castle als Täter.
Im November 2007 wurde bekannt, dass Bruening die Hauptrolle in einer neuen Auflage der US-Serie Knight Rider bekommt; er spielt Mike Traceur, den Sohn des vorigen Fahrers Michael Knight. In einem zweistündigen Film auf NBC wird sein Vorgänger vom Schauspieler David Hasselhoff gespielt. Die Entertainment-Zeitung The Hollywood Reporter schrieb über die Ähnlichkeiten zwischen den beiden Schauspielern:

“…the choice of Bruening closely resembles Hasselhoff's casting a quarter-century ago.

Like Bruening, Hasselhoff was a soap star (The Young and the Restless) with few other credits when he landed Knight Rider. He was almost the same age as Bruening…”

Aufgrund der guten Einschaltquoten des Films gab NBC eine Serie in Auftrag. Sie lief von 2008 bis 2009 und wurde aufgrund sinkender Einschaltquoten bereits nach einer Staffel eingestellt. Seit 2020 spielt er in Süße Magnolien den ehemaligen Baseball-Profi und Sportlehrer Cal Maddox.

## Privates
Bruening machte dem ehemaligen All-My-Children-Co-Star Alexa Havins auf dem Set der Soap einen Antrag. Sie heirateten am 5. Juni 2005. Kurz nachdem Bruening All My Children verlassen hatte, verließ auch Havins die Soap und das Paar zog nach Los Angeles. Am 10. August 2010 brachte Havins eine gemeinsame Tochter zur Welt.

## Filmografie (Auswahl)
- 2003–2007, 2011: All My Children (Seifenoper)
- 2004: Hope and Faith (Hope & Faith, Fernsehserie, 2 Folgen)
- 2004–2005: Liebe, Lüge, Leidenschaft (One Life to Live, Seifenoper)
- 2006: Fat Girls
- 2007: Cold Case – Kein Opfer ist je vergessen (Cold Case, Fernsehserie, Folge 5x05)
- 2007: CSI: Miami (Fernsehserie, Folge 6x10)
- 2008–2009: Knight Rider (Fernsehserie, 18 Folgen)
- 2011: Castle (Fernsehserie, Folge 3x21)
- 2011: State of Georgia (Fernsehserie, Folge 1x02)
- 2011: CSI: NY (Fernsehserie, Folge 8x05)
- 2011: Friends with Benefits (Fernsehserie, Folge 1x13)
- 2011–2012: Ringer (Fernsehserie, 9 Folgen)
- 2012: Blue-Eyed Butcher
- 2012: Vier Schwestern zu Weihnachten (The March Sisters at Christmas, Fernsehfilm)
- 2012–2013: Switched at Birth (Fernsehserie, 9 Folgen)
- 2013: Hawaii Five-0 (Fernsehserie, 5 Folgen)
- 2013, 2018: Grey’s Anatomy (Fernsehserie, 13 Folgen)
- 2013–2014: Ravenswood (Fernsehserie, 4 Folgen)
- 2014: Ein Erbe voller Überraschungen (The Thanksgiving House)
- 2015: The Messengers (Fernsehserie, Folge 1x03)
- 2016: Good Behavior (Fernsehserie, Folge 1x04)
- 2017: Rosewood (Fernsehserie, Folge 2x14)
- 2018: Last Vermont Christmas (Fernsehfilm)
- 2018: Was Gott zusammenfügt (Indivisible)
- 2018: He’s Out There
- 2019: Swept Up by Christmas (Fernsehfilm)
- seit 2020: Süße Magnolien (Fernsehserie)
- 2020: Lucifer (Fernsehserie, Folge 5x06)
- 2022: Vanished: Searching for My Sister (Fernsehfilm)
- 2022: Reindeer Games (Fernsehfilm)
- 2025: Navy CIS (Fernsehserie, Folge 22x03)

## Auszeichnungen und Nominierungen
| Awards gewonnen | Awards gewonnen                                                        | Awards gewonnen | Awards gewonnen |
| Jahr            | Award                                                                  |                 |                 |
| --------------- | ---------------------------------------------------------------------- | --------------- | --------------- |
| 2005            | Soap Opera Digest Award Bester männlicher Newcomer für All My Children |                 |                 |
| Vor-Nominierung |                                                                        |                 |                 |
| Jahr            | Award                                                                  |                 |                 |
| 2005            | Daytime Emmy Hervorragende junger Schauspieler in All My Children      |                 |                 |